# Alcázar de San Juan
Alcázar de San Juan è un comune spagnolo di 29 625 abitanti situato nella comunità autonoma di Castiglia-La Mancia.